# 尾萼山梅花
尾萼山梅花（学名：Philadelphus caudatus），为虎耳草科山梅花属下的一个植物种。